# كام كروفورد
كام كروفورد (بالإنجليزية: Cam Crawford)‏ هو لاعب اتحاد الرغبي أسترالي، ولد في 14 نوفمبر 1988 في سيدني في أستراليا.